# ندكان شفيع محمد
ندكان شفيع محمد (بالفارسية: ندکان شفیع محمد) هي قرية تقع في البلدة المركزية في إيران. يقدر عدد سكانها بـ 48 نسمة بحسب إحصاء 2016.